# Kim Eun-ji
Kim Eun-ji (김은지?, 金恩持?, Gim Eun-jiLR, Kim ŭn chiMR; [kim ɯn t͡ɕi]; Seul, 27 maggio 2007) è una giocatrice di go sudcoreana. È il goista professionista sudcoreano a raggiungere il grado di 9 dan nel più breve tempo e all'età minore in assoluto.

## Biografia
È stata proclamata 1 dan professionista nel gennaio 2020, diventando 2 dan a ottobre dello stesso anno. Nel novembre 2020 è stata coinvolta in uno scandalo riguardo l'uso di un software per giocare a go durante un incontro online di un torneo ufficiale con premio in denaro. La federazione coreana le ha quindi inflitto una sospensione di un anno.
È stata promossa 3 dan ad aprile 2022 e 4 dan a novembre; più tardi quello stesso mese ha vinto la prima edizione della Coppa Hyorim, una competizione riservata alle giovani goiste. A inizio dicembre è stata promossa 5 dan; successivamente è stata sconfitta per 0–2 nella finale del Kisung femminile da Choi Jeong.
A luglio 2023 è stata promossa 6 dan, mentre ad agosto è stata sconfitta da Choi Jeong nella finale della IBK Cup per 0–2. A settembre è stata sconfitta nuovamente da Choi Jeong, per 1–2, nella finale della terza edizione del Supreme player femminile. Il 20 settembre è stata promossa 7 dan. È stata selezionata come membro della squadra sudcoreana di go ai XIX Giochi asiatici, dove ha partecipato alla competizione femminile a squadre con Choi Jeong, O Yu-jin e Kim Chae-yeong. Nel torneo preliminare ha ottenuto tre vittorie (inclusa quella contro la taiwanese Lu Yuhua) e due sconfitte (contro la cinese Wu Yiming e contro la giapponese Ueno Asami, contribuendo alla vittoria del girone da parte della Corea del Sud e al passaggio del turno. In semifinale la Corea ha vinto per 3-0 su Hong Kong, e Kim ha vinto contro la professionista Kan Ying. Nella finale per l'oro, Kim ha sofferto una sconfitta decisiva, nuovamente per mano di Wu Yiming: la Cina ha vinto 3-0 e la Corea del Sud ha ottenuto l'argento.
Il 12 novembre è stata promossa 8 dan. A dicembre Kim ha disputato la finale della 7ª edizione del Kisung femminile: dopo essere andata in svantaggio contro Choi Jeong, ha vinto due incontri consecutivi ottenendo quindi il suo primo titolo femminile maggiore. Per questa vittoria è stata promossa 9 dan: si è trattata della più veloce promozione a 9 dan nel go sudcoreano (3 anni, 11 mesi, 10 giorni), e Kim è la più giovane 9 dan del go sudcoreano (16 anni, 6 mesi, 23 giorni).
A inizio gennaio 2024, ha partecipato, vincendola, a una competizione tra le tre ragazze più brave di Corea, Cina e Giappone, in cui ha sconfitto sia la giapponese Nakamura Sumire sia la cinese Wu Yiming (che l'aveva sconfitta per due volte ai Giochi asiatici). Ad agosto ha affrontato Choi nella finale della quarta edizione del Supreme Player femminile: in una precisa replica della finale dell'anno precedente, Kim ha prima sconfitto Choi, per poi subire una doppia sconfitta che ha consegnato il titolo alla rivale.
A maggio 2025 ha perso per 1-2 la finale del Supreme Player femminile contro Choi. A giugno ha sconfitto per 2-1 Jeong Jun-woo e conquistato la Coppa Kuksu.

## Palmarès
| Nazionali                | Nazionali | Nazionali     |
| Torneo                   | Vittorie  | Finalista     |
| ------------------------ | --------- | ------------- |
| Kisung femminile         | 1 (2023)  | 1 (2022)      |
| Coppa IBK                |           | 1 (2023)      |
| Supreme Player femminile |           | 3 (2023-2025) |
| Coppa Hyorim             | 1 (2022)  |               |
| Coppa Kuksu              | 1 (2025)  |               |